# Clusia volubilis
Clusia volubilis är en tvåhjärtbladig växtart som beskrevs av Carl Sigismund Kunth. Clusia volubilis ingår i släktet Clusia och familjen Clusiaceae. Inga underarter finns listade i Catalogue of Life.